# فرانك شو (لاعب كرة قدم)
فرانك شو (بالإنجليزية: Frank Shaw)‏ هو مدرب كرة قدم ولاعب كرة قدم بريطاني (وحمل سابقاً جنسية المملكة المتحدة لبريطانيا العظمى وأيرلندا) في مركز جناح ‏، ولد في 13 مايو 1864 في غلاسكو في المملكة المتحدة. شارك مع منتخب اسكتلندا لكرة القدم. أما مع النوادي، فقد لعب مع Pollokshields Athletic F.C. ‏ ونادي كوينز بارك.